# Charlotte Namura
Charlotte Namura-Guizonne, née le 3 mars 1987 à Châlons-en-Champagne (Marne), est une journaliste française.

## Biographie

### Enfance et éducation
Charlotte Namura naît le 3 mars 1987 à Châlons-en-Champagne d'un père d'origine italienne et d'une mère d'origine belge décédée en 2013.
Après des études de droit à la faculté de Nanterre, Charlotte Namura s'inscrit au Cours Florent et à l'Académie audiovisuelle de Paris où elle apprend les bases du journalisme audiovisuel. 

### Carrière
Elle passe des castings pour des émissions de sport sans grand succès.
Alors qu'elle faisait des chroniques sur une petite Web TV consacrée au Paris Saint-Germain intitulée Canal Supporters, elle est repérée par l'équipe de Téléfoot début 2015, qui lui demande d'animer MyTéléfoot sur le site MyTF1,.
À la rentrée 2015, elle intègre l'émission dominicale Téléfoot présentée par Christian Jeanpierre et participe aux émissions d'Arthur L'Hebdo Showet Cinq à sept. C'est « depuis 2015 et son arrivée dans l’émission Téléfoot que Charlotte Namura est en train de se faire une place dans le monde audiovisuel français ». Son arrivée est qualifiée par le quotidien Le Figaro de « charme "foot" de TF1 ».
Du 10 juin au 10 juillet 2016, durant l'Euro, elle participe à l'émission Le Mag de l'Euro sur TF1, présentée par Denis Brogniart, aux côtés de Frank Lebœuf et de Youri Djorkaeff.
Durant la Coupe du monde de football 2018, elle participe au Mag de la Coupe du monde, présenté par Denis Brogniart aux côtés de Nathalie Iannetta, Ludovic Giuly, Youri Djorkaeff et Pascal Dupraz.
En juillet 2019, Charlotte Namura quitte l'émission dominicale Téléfoot. En 2021, elle s'exprime sur Twitter en se disant « humiliée et insultée ». Le 27 janvier 2023, il est révélé dans la presse qu'il s'agit de Denis Brogniart.
En septembre 2024, elle rejoint PSG TV en tant que présentatrice en remplacement d'Ambre Godillon partie chez DAZN.

## Vie privée

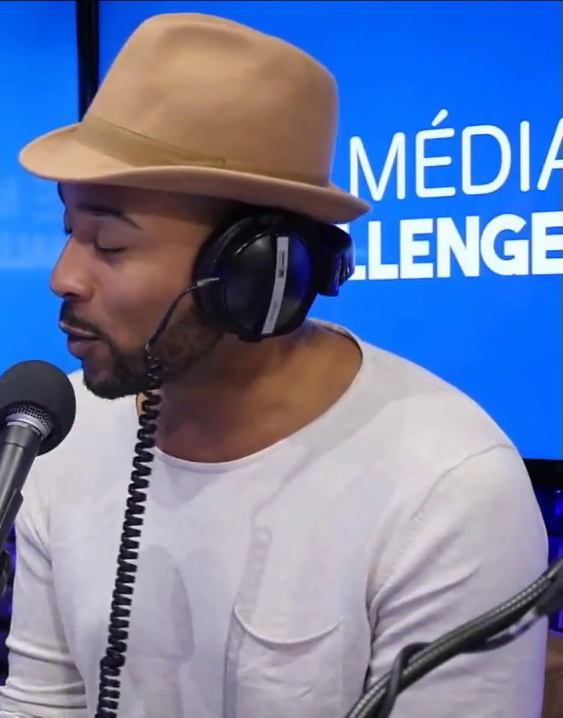
Jean-Luc Guizonne.

Le 7 juillet 2017, Charlotte Namura épouse l'acteur et chanteur Jean-Luc Guizonne après avoir été demandée en mariage en direct dans l'émission Cinq à sept.

## Télévision
- 2015-2019 : Téléfoot sur TF1
- 2016-2017 : Vendredi tout est permis avec Arthur sur TF1
- 2016 : L'Hebdo Show sur TF1
- 2016 : Cinq à sept sur TF1
- 2016 : Le Mag de l'Euro sur TF1
- 2017-2018 : Le Grand Concours des animateurs sur TF1 : candidate
- 2018 : L'Affiche du jour / de la semaine sur TF1 (en remplacement de Marion Jollès)
- 2018 : Reporter Coupe de monde sur LCI
- 2018 : 18h-20h sur LCI : chroniqueuse
- 2018 : Le Mag de la Coupe du monde sur TF1 : chroniqueuse
- 2018-2019 : Rendez-vous Sport sur TF1 (en alternance avec Marion Jollès)
- 2020-2021 :Les 100 vidéos qui ont fait rire le monde entier sur W9 : chroniqueuse
- 2021 : Issa dans tous ses états sur M6 : chroniqueuse
- 2021 : Back to ... sur W9  : chroniqueuse
- 2025 : PSG champion d’Europe sur BeinSport

## Engagement
Elle est aussi engagée dans le monde associatif comme elle l'explique dans une interview donnée après son passage sur Money Drop et est la marraine de l'association Aïda depuis 2016, qui lutte contre les cancers chez l'enfant.
En mai 2017, elle « pousse un coup de gueule contre les publicités faites par les candidates de télé-réalité sur les réseaux sociaux »,.